# Frenesia dell'estate
Frenesia dell'estate is een Italiaans-Franse film van Luigi Zampa die werd uitgebracht in 1964.
Deze filmkomedie is geen echte anthologiefilm met meerdere episodes maar volgt in de beste traditie van de commedia all'italiana van de jaren zestig de lotgevallen van een aantal mensen wier levens niet of slechts losjes met elkaar verbonden zijn (net zoals bijvoorbeeld in Domenica d'agosto).

## Verhaal
De badplaats Viareggio, in het midden van het drukke zomerseizoen.
De al wat ouder wordende en vooral verarmde graaf Marcello della Pietra is al heel lang model voor zijn partner Alba, een modeontwerper. Ze vindt echter dat hij niet langer meer kan defileren in jeugdige kledij. Marcello voelt zich beledigd en maakt uit wraak de twintigjarige Foschina het hof, de jongste zus van Manolo, een oude vriend die hij tegen het lijf is gelopen.
De rondborstige Yvonne verkoopt snoepgoed op het strand. Op een dag rijdt een uitgeputte Spaanse renner die de eindmeet van een rit van de Giro niet haalt, pardoes tegen haar triporteur en valt er bewusteloos in. Yvonne raakt hem in geen enkel wielerhotel kwijt en besluit hem dan maar mee te nemen naar huis.
Manolo leeft samen met zijn twee zussen en hun grootvader. Hij is zwemmeester. Toch heeft de familie het niet breed. Daarom probeert Manolo samen met zijn oudere vriend-piloot (tevergeefs) een lucratieve luchtreclame te organiseren.
Mario Nardoni is een legerkapitein die een relatie heeft met Selena, de oudste zus van Manolo. Zijn liefde voor Selena lijkt wat bekoeld. Liever dan met haar te blijven vergezelt hij enkele kameraden naar een cabaret waar een travestietenshow plaatsvindt. Hij raakt gefascineerd door de Franse travestiet Gigi en is daardoor boos op zichzelf.  

## Rolverdeling
| Acteur              | Personage                                        |
| ------------------- | ------------------------------------------------ |
| Amedeo Nazzari      | graaf Marcello della Pietra                      |
| Vittorio Gassman    | legerkapitein Mario Nardoni                      |
| Sandra Milo         | Yvonne                                           |
| Michèle Mercier     | Gigi                                             |
| Philippe Leroy      | Manolo/Caccucio                                  |
| Lea Padovani        | Alba, modeontwerpster en vriendin van Marcello   |
| Gabriella Giorgelli | Foschina, zus van Manolo                         |
| Graziella Galvani   | Selena, zus van Manolo en de verloofde van Mario |
| Vittorio Congia     | Francisco Pedrillo, de Spaanse wielrenner        |
| Livio Lorenzon      | piloot Giulio Cittelli                           |